# Estella Blain
Estella Blainová, vlastním jménem Micheline Estellatová (30. března 1930 Paříž – 1. ledna 1982 Port-Vendres) byla francouzská herečka španělského původu.

## Životopis
Estella se narodila v Paříži. Studovala na Simonově škole dramatických umění a od poloviny 50. let 20. století díky svému zjevu začala dostávat role ve filmu. Umělecké jméno Estella Blainová přijala v roce 1953 po sňatku s hercem a režisérem Gérardem Blainem.
Jejím prvním snímkem byl film Les fruits sauvages (Plané ovoce, 1954), následoval film Escalier de service (Služební schodiště, také v roce 1954). Ve filmu Le Fauve est lâché (Šelma na svobodě, 1959) hrála s Lino Venturou. V roce 1965 hrála roli markýzy de Montespan ve filmu Angélique et le roi (Angelika a král). Jejím posledním filmem byl snímek z roku 1974 Le mouton enragé (Vrtohlavá ovce), kterým svou hereckou kariéru ukončila a poté žila v soukromí.
S Gérardem Blainem se rozvedla v roce 1956, později se vdala ještě dvakrát. Měla jednoho syna. Časté deprese ji nakonec dohnaly k sebevraždě; 1. ledna 1982 se na pláži u Port-Vendres zastřelila.

## Filmografie
- 1954 – Les fruits sauvages (Plané ovoce)
- 1954 – Escalier de service (Služební schodiště) – Léova přítelkyně
- 1958 – La Bonne tisane (Dobrý bylinkový čaj) – Thérése
- 1965 – Angélique et le roi (Angelika a král) – markýza de Montespan
- 1974 – Le mouton enragé (Vrtohlavá ovce) – Shirley Douglas